# Veliko Trnovo
Veliko Trnovo (bugarski: Велико Търново), do 1965. samo Trnovo (Търново), grad je na sjeveru centralne Bugarske, koji je administrativno sjedište oblasti Veliko Trnovo. Danas je to grad koji za Bugare ima poseban značaj, jer je bio povijesna prijestolnica Drugog Bugarskog carstva i duhovno sjedište bugarskog nacionalnog bića. Zbog toga ga Bugari zovu i Grad careva, te ga zbog toga, kao i zbog pitoreskne povijesne arhitekture i povijesnih crkava, rado posjećuju. 
Povijesni dio grada smješten je na tri brda; Carevec, Trapezica i Sveta gora, između kojih teče rijeka Jantra. Trnovo je u srednjem vijeku imalo, u okviru tadašnjih manastira, svoje slikarske, graditeljske i spisateljske škole.
Veliko Trnovo je danas važno administrativno, gospodarsko, obrazovno i kulturno središte sjeverne Bugarske, sa 110.000 stanovnika u užem gradskom središtu (oko 200.000 s predgrađima).

## Povijest

### Od prapovijesnih vremena do srednjeg vijeka
Trnovo je bilo ljudsko stanište već prije 3. tisućljeća pr. Kr. (ostatci pronađeni na brdu Trapezišta).
U ranom je srednjem vijeku naselje izraslo u najsnažniju bugarsku utvrdu (12. – 14. stoljeće). Grad je pored vojne, imao osobito značajnu političku i duhovnu ulogu. Postao je sjedište političkog, vjerskog i kulturnog života Bugarske zbog brojnih crkvi i samostana. Na vrhuncu je svog razvoja u 14. stoljeću Trnovo izraslo u veliki grad (za ono vrijeme) od 12.000 do 15.000 žitelja, dobro utvrđen zidinama.
Trnovo je bilo sjedište Drugog Bugarskog carstva od 1185. do 1393. U to je vrijeme grad imao kozmopolitski karakter, s brojnim kolonijama stranih trgovaca: Armenaca, Židova, Venecijanaca, Đenovežana i Dubrovčana.

### Osmanska vladavina
Dvostoljetni napredak i rast naselja prekinut je 17. srpnja 1393., kada je poslije tromjesečne opsade grad pao pod osmansku vlast, nakon čega je veliki dio grada zapaljen i porušen (naročito crkve i manastiri).
Trnovo je u srednjem vijeku zvano Trnovgrad (bugarski: Търновград). Bilo je centar otpora osmanskoj vlasti u Bugarskoj. Prvi Trnovski ustanak zbio se 1598., a Drugi Trnovski ustanak 1686., i oba su ugušena u krvi i represalijama.
Trnovgrad je bio sjedište bugarskog nacionalnog bića kada su se u 19. stoljeću ponovno razbuktale želje za slobodom. Ideja vodilja bila je da je potrebno osnovati nezavisnu Bugarsku crkvu i nacionalnu državu. Kao vrhunac tih stremljenja, izbili su ustanci u gradu 1875. i 1876. Ovaj posljednji (23. travnja 1876.) bio je i casus belli za Rusko-turski rat 1877. – 1878., koji je doveo do oslobođenja Bugarske.

### Oslobođenje Bugarske
Dana 7. srpnja 1877., ruski general Josif Vladimirovič Gurko oslobodio je Trnovo i tako dokinuo 480-godišnju vladavinu Osmanskog carstva. Godine 1878., na Berlinskom kongresu osnovana je Kneževina Bugarska, koja se prostirala od Dunava do Stare Planine, s glavnim gradom Trnovom.
Od 17. travnja 1879., prvi Bugarski nacionalni sabor zasjedao je u Trnovu i donio prvi Ustav (Trnovski Ustav). Sabor je odlučio i da se sjedište Sabora izmjesti iz Trnova u novu prijestolnicu Sofiju.
Zbog velike uloge Trnova u povijesti Bugarske, bugarski car Ferdinand I. izabrao je crkvu Sv. Četrdeset mučenika u Trnovu za mjesto u kojem je proglasio potpunu neovisnost Bugarske 5. listopada 1908.
Do 1965. grad se zvao Trnovo, kada je prezvan u Veliko Trnovo, kako bi se i nazivom istakao njegov povijesni doprinos bugarskoj državi i narodu.

## Znamenitosti grada
- ostatci utvrde Carevec na istoimenom brdu, u kojoj su bile rezidencije kralja i patrijarha.
- Trapezišta, druga utvrda povijesnog grada na desnoj obali rijeke Jantra
- crkva Sv.Demetrija Solunskog
- crkva Sv.Četrdeset mučenika
- crkva Sv.Petra i Pavla
- brojne zgrade iz perioda bugarskog nacionalnog preporoda
- Muzej Bugarskog nacionalnog preporoda
- Arheološki muzej
- Samovodska čaršija, stara orijentalna trgovačka ulica

## Visoko školstvo
- Sveučilište Veliko Trnovo
- Vasil Levski (vojna akademija bugarske vojske)

- Sveučilište Veliko Trnovo
- Vojna akademija Vasil Levski

## Poznate osobe koje su umrle u Velikom Trnovu
- Sveti Sava (oko 1175. - oko 1236.), prvi srpski arhiepiskop,
- Bačo Kiro (1835. – 1876.), bugarski učitelj, pisac i nacionalni borac,
- Kolju Fičeto (1800. – 1881.), bugarski arhitekt.

## Gradovi prijatelji
- Bitolj, Republika Makedonija
- Ohrid, Republika Makedonija
- Poltava, Ukrajina
- Tver, Rusija
- Colonia Tovar, Venezuela
- Seres, Grčka
- Toledo, Španjolska
- Asti, Italija
- Sopron, Mađarska
- Ménara-Gelis, Maroko
- Kraków, Poljska
- Golden, Colorado, SAD
- Niš, Srbija
- Cetinje, Crna Gora
- Iaşi, Rumunjska

## Vanjske poveznice
- Službena stranica (bug.)
- Portal grada (engl.)
- Turističke informacije o gradu  Arhivirana inačica izvorne stranice od 4. prosinca 2018. (Wayback Machine) (engl.)
- Veliko Trnovo - Foto Blog  Arhivirana inačica izvorne stranice od 30. travnja 2012. (Wayback Machine)